# Síndrome Ritscher-Schinzel
El síndrome Ritscher-Schinzel (RSS), también llamado síndrome 3C o displasia cráneo-cerebelo-cardíaca, es un síndrome genético raro descubierto en 1987 por Ritscher et al. Estos autores describieron el caso de 2 hermanas con dimorfismos faciales similares, anomalías de la fosa posterior y defectos cardiacos. El nombre síndrome 3C (craneofacial-cerebelar-cardíaco) fue propuesto luego por Verloes et al.
La causa es desconocida, por tanto, el diagnóstico prenatal en embarazos subsecuentes se limita a identificar hallazgos que sugieran la presencia del síndrome en ultrasonidos del segundo o tercer trimestre.

## Patogénesis molecular
Los genes involucrados en las formas autosómicas (WASH5C) y ligadas al X (CCDC22) codifican proteínas que pertenecen a la familia conocida como complejo WASH (complejo proteínico que se localiza en la superficie de los endosomas, donde recluta y activa el complejo Arp2/3 para inducir polimerización actínica y procesos de transporte endosomal).
CCDC22 codifica aminoácidos de hélice superenrollada que contienen el dominio de la proteína 22, la cual se expresa en muchos tejidos humanos (con mayor expresión en linajes de células sanguíneas) y juega un rol en la señalización de NFκB (factor nuclear potenciador de las cadenas ligeras kappa de las células B activadas).

## Manifestaciones clínicas
Las manifestaciones cardiacas incluyen defecto del septo ventricular, defecto del septo atrial, tetralogía de Fallot, ventrículo derecho con doble salida, corazón izquierdo hipoplásico, estenosis aórtica, estenosis pulmonar y otras anomalías valvulares.
En el caso de las anomalías del sistema nervioso central se incluye malformación Dandy-Walker, hipoplasia del vermis cerebelar, hidrocefalia y ensanchamiento de la cisterna magna. A nivel craneofacial se ven anormalidades como paladar hendido, labio leporino, coloboma ocular, occipucio prominente, baja implantación de las orejas, hipertelorismo ocular, reducción de fisuras palpebrales, depresión del puente nasal y micrognatia.
Otras manifestaciones que se presentan en menos 10% de los pacientes incluyen ausencia de costillas, hipoplasia adrenal, atresia anal, glaucoma congénito, Hemangioma, Hipospadias, hernia inguinal, Malrotación intestinal, hipoplasia de uñas, hipoplasia de pezones, hipoplasia de pene, Polidactilia, malformaciones renales.

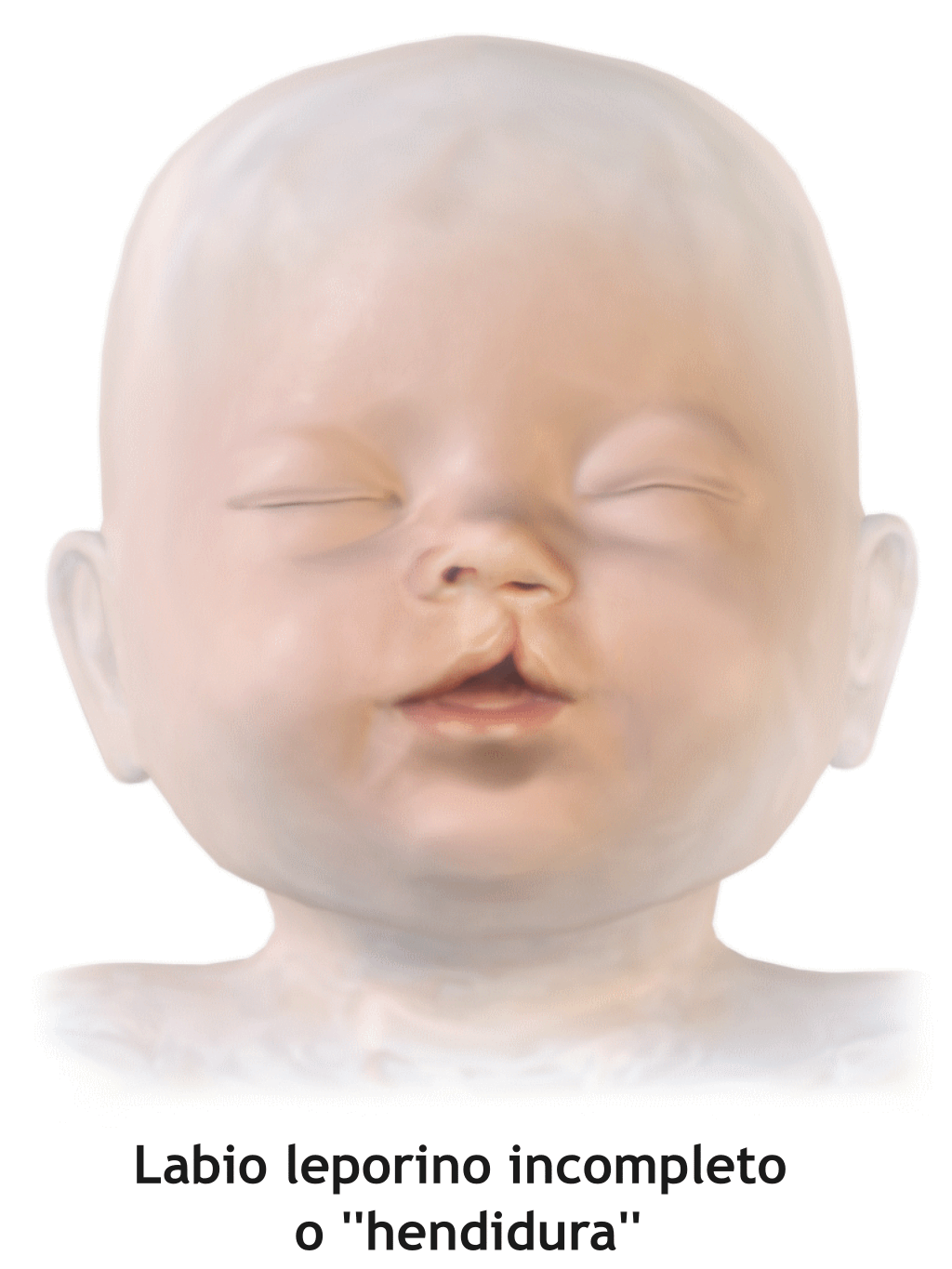
Labio leporino

Las anormalidades en miembros superiores se presentan en la mayoría de los individuos afectados, incluyendo braquidactilia, camptodactilia, Pulgares colocados proximalmente, anormalidades de los pliegues palmares. El pronóstico de sobrevida es determinado por la malformación cardiaca.

## Diagnóstico
Los criterios diagnósticos incluyen presencia de uno de los siguientes hallazgos: malformaciones cardiacas (excluyendo conducto arterioso permeable solitario), malformación cerebelar, labio paladar hendido o coloboma ocular, y/o cuatro de los siguientes siete hallazgos: frente prominente, occipucio prominente, hipertelorismo ocular, fisuras palpebrales inclinadas, baja implantación de orejas, puente nasal deprimido y micrognatia.
El diagnóstico se basa en la presencia de hallazgos clínicos y en estudios genéticos, pruebas citogenéticas, pruebas bioquímicas, pruebas moleculares.
El diagnóstico diferencial incluye patologías como el síndrome de  Joubert, síndrome de Ellis-van Creveld, síndrome de Cornelia de Lange, síndrome CHARGE, síndrome Kabuki, displasia frontonasal y síndrome de Loucks-Innes, entre otros.

## Manejo de la enfermedad
Evaluaciones después del diagnóstico inicial
Se recomienda evaluar y controlar lo siguiente:
- Medir parámetros de crecimiento para evaluar si existe baja estatura u obesidad.
- Considerar polisomnograma en pacientes obesos que presenten síntomas de apnea del sueño.
- Evaluación clínica por paladar hendido y/o micrognatia.
- Revisión oftalmológica para determinar si existen anomalías oculares y la agudeza visual.
- Ecocardiograma, buscando defectos cardíacos congénitos.
- Perfil lipídico, por sospecha de hipercolesterolemia en niños, adolescentes y adultos.
- Ultrasonido renal para buscar anomalías estructurales.
- Resonancia magnética cerebral.
- Evaluación del desarrollo, incluye motor, adaptativo, cognitivo, evaluación del habla y el lenguaje.
- Control Inmunológico en pacientes con infecciones bacterianas a repetición.
- Consultar con un genetista.

## Tratamiento de las manifestaciones
- Obesidad: Tratamiento estándar que incluye referencia a nutrición para control y monitoreo de la ingesta y el peso.
- Apnea obstructiva del sueño: Tratamiento estándar de control de peso, resección de tonsilas, adenoides o CPAP (la presión positiva continua de las vías respiratorias).
- Paladar hendido: Tratamiento quirúrgico.
- Defectos cardíacos congénitos: Control de la hipercolesterolemia, que puede incluir inhibidores de la  HMG-CoA reductasa (estatinas), control de peso.
- Anomalías renales: referir a nefrología para evaluación y control.

El pronóstico de sobrevivencia depende en su mayoría de las malformaciones cardíacas que presente el paciente.

## Herencia

### WASHC5
Riesgo en familiares
Padres
•Los padres de un niño afectado son obligatoriamente heterocigotos (portadores de una variante patogénica de WASHC5), son asintomáticos y no están en riesgo de desarrollar el síndrome.
Hermanos
•Al nacimiento, cada hermano o individuo afectado tiene una probabilidad de un 25% de padecer el síndrome, un 50% de ser portador asintomático y un 25% no portador ni enfermo.
Descendencia
A la fecha no se considera que los individuos con el síndrome Ritcher-Schnizel sean capaces de reproducirse.

#### Ligada al X (CCDC22)
Riesgo para familiares
Padres de un individuo afectado
•El padre de un individuo afectado no tendrá el trastorno ni será hemicigoto para la variante CCDC22, por lo que no requiere más evaluaciones.
•En una familia con más de un individuo afectado, la madre es obligatoriamente heterocigota (portadora).
•Si solo un miembro de la familia padece el síndrome, es posible que la madre sea portadora heterocigota o el individuo desarrollo una variante patológica CCDC22 de novo.
Las tías maternas pueden ser portadoras, por lo que sus descendientes pueden estar en riesgo de desarrollar el síndrome o ser portadores, dependiendo de su género.  